# 白水寨水库

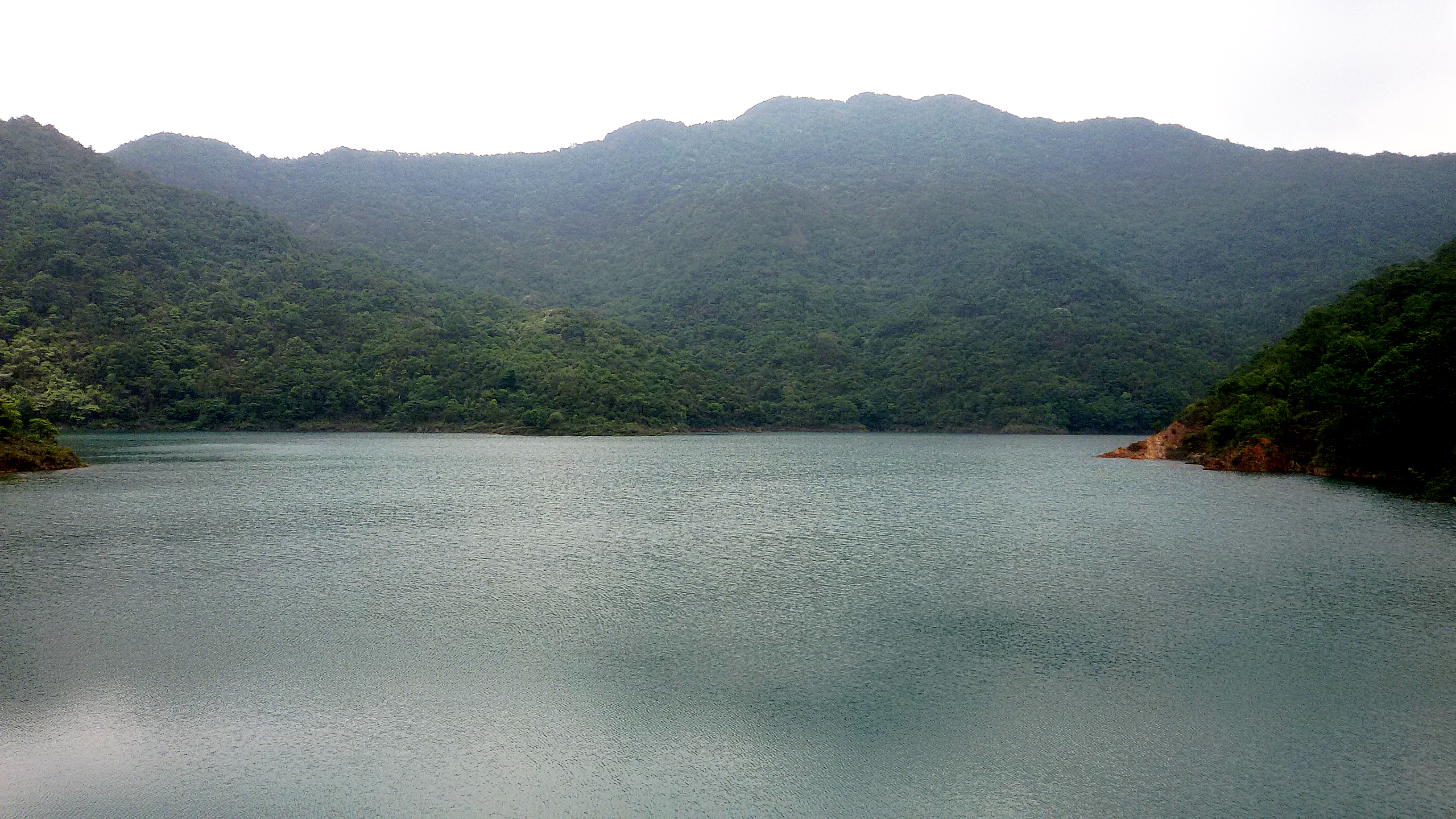
仙姑天池

白水寨水库，又名仙姑天池，是广东省广州市增城区的一个水库式水力发电站。1985年竣工，开始发电。因地处白水山而得名。水库在白水寨景区之内。